# メリーナイス
メリーナイス（欧字名:Merry Nice、1984年3月22日 - 2009年3月1日）は、日本の競走馬、種牡馬。
1986年の朝日杯3歳ステークス（GI）、1987年の東京優駿（日本ダービー）（GI）優勝馬。1986年のJRA賞最優秀3歳牡馬である。他に1987年のセントライト記念（GII）を優勝した。

## デビューまで

### 誕生までの経緯

#### 浦志磨太郎・房子
浦志磨太郎、房子は、東京都大田区で不動産業経営の傍ら、馬主業も営んだ夫妻である。1973年に志磨太郎が死去してからは、未亡人房子が、単独で馬主を続けていた。夫妻が初めて所有した馬は1953年、東京競馬場所属の調教師・橋本輝雄に紹介された橋本の親戚、北海道静内町の橋本禎一牧場が生産したツキホマレ（父:月友）である。ツキホマレは、日本において、1903年輸入のチップトップから始まり、定着した牝系に属していた。競走馬を終えたツキホマレは、繁殖牝馬として「ウラツキホマレ」と名を改め、橋本牧場に戻る。浦夫妻は、繁殖と幼駒の所有を継続した。
ウラツキホマレは1962年、フェリオール産駒の牝馬・タツヒロを生産する。タツヒロは、中央競馬でデビューし、五稜郭ステークスや若水賞を制するなど7勝。同じく橋本牧場に戻り「コンチネンタル」に改めて繁殖入り。1968年には、浦が牧場から新種牡馬テスコボーイを紹介され、気に入ったために、コンチネンタルとテスコボーイの交配が実現している。翌1969年、テスコボーイの初年度産駒である牝馬・メリーブラットを生産した。メリーブラットは、体つきは良かったものの、調教は走らなかった。橋本は、浦に競走馬としてあきらめるよう助言するほどだったが、浦が粘って現役続行となり、新馬戦で後方に10馬身差をつけて勝利。他にNST賞、ひまわり賞を制した13戦3勝だった。

#### ツキメリー
そして繁殖牝馬となったメリーブラットは、1977年シャトーゲイ産駒の牝馬・ツキメリーを産んでいる。地方競馬でデビューしたツキメリーは、能力試験を合格点54秒のところ、48秒で走破する能力の持ち主だった。デビューすれば勝利を重ね、1979年の東京3歳優駿牝馬を優勝。そのほか翌年の浦和桜花賞2着、クイーン賞3着、関東オークス3着などの成績を残した。
ツキメリーは、ある牧場で繁殖牝馬として繋養される。初年度は父アラナスの牡馬を産み、デビューできなかった。2年目はアローエクスプレスと交配したが、不受胎だった。そして3年目となる1983年は、浦が相手探しに三石スタリオンセンターを訪れたところ、たまたま真正面に来て「ポチャッとした感じのかわいい」と感じたコリムスキーが交配相手となる。

#### コリムスキー
コリムスキーは、父は、ニジンスキーやサドラーズウェルズ、ヌレイエフ、ノーザンテーストなどを産んだノーザンダンサー。母は、アメリカリーディングサイアーであるイクスクルーシヴネイティヴの妹リブロドロである。おまけに両親は父父父、父父父父が同じネアルコであり、走る馬が生まれやすいと信じられるフィッツラックの18.75%理論「奇跡の血量」が成立していた。そのような「超良血」（横尾一彦）のコリムスキーは、アメリカとアイルランドで競走馬として走ったが、2勝に留まり大成はしなかった。そして引退後の5歳、1979年に日本にもたらされて、三石で種牡馬として繋養されていた。
日本におけるノーザンダンサー系では、社台グループ、シンボリ牧場が導入したノーザンテースト、モガミが大活躍、両牧場はその恩恵を受けて大牧場に成長していた。一方のコリムスキーは、競走成績が優れていないうえに、馬産地の評価が低く、種付け料が安く設定されても牝馬が集まらない状況だった。浦の馬主業は、高額な馬や、種牡馬には手を出さず、安価な馬で細く長く営む方針だった。浦は、ノーザンダンサー系種牡馬をツキメリーにあてがいたいと考えており、腹では最高の種牡馬ノーザンテーストが良いと考えていたが、予算から叶わなかった。ゆえに偶然目にした安価なノーザンダンサー系種牡馬・コリムスキーを「これに決めちゃおうかと軽い気持ち」（浦房子）で選び、ツキメリーと結び付けていた。
受胎したツキメリーが、出産を間近に控えた頃、浦とある牧場主が対立している。やがて仲違いに至り、浦はその牧場から所有馬を引き揚げていた。ツキメリーは代わって、北海道静内町の前田徹牧場に繋養される。

#### 前田徹牧場
前田徹牧場は、家族経営の小牧場である。当初は、牛の飼育と稲作を行う兼業農家だったが、その兼業は負担がかかりすぎるとして、1968年に馬の生産と稲作の兼業に転向していた。借金を作らない経営方針のもと、毎年数頭の生産を20数年間続けていた。しかしその間、生産馬の中央競馬入厩はこれまでに5頭ほど、抽せん馬としてデビューしたサーティファイブの2勝が最高の成績で重賞は未勝利、新馬戦で勝ち上がった馬はいなかった。そんな牧場に、浦からツキメリーが託されていた。
1984年3月22日、前田牧場にてツキメリーの2番仔である栗毛の牡馬（後のメリーナイス）が誕生する。見栄えのする栗毛な上に、脚の先4本すべて白く、おまけに顔の中央部分が上から下まで白い「四白流星」だった。

### 幼駒時代
ツキメリーの2番仔には「メリーファスト」という血統名が与えられる。メリーファストは、シャトーゲイの傾向が強く出て気性の勝った馬だったが、メリーファストは落ち着きがあり、賢かった。外見もサイズは小さいものの、バランスが良かったという。2歳秋に牧場を巣立っている。これまで5代にわたって繋いできた牝系、ウラツキホマレ、コンチネンタル、メリーブラット、ツキメリーと同様に、浦の所有となり、ウラツキホマレなどと同様に橋本調教師に託された。
浦はメリーファストに「メリーナイス」という競走馬名を与えている。「メリー」は、浦が小学生の頃、白い服、白いボタンのメリーさん人形の写生をする際、見たまま描けという教えを破り、ボタンを赤く染めて提出。勝手なことをして怒られると思いきや、学校内に掲示されて嬉しかったというエピソードがあった。それ以降「メリー」と赤色を好むようになり、馬の冠名となっていた。「ナイス」を組み合わせたのは期限ぎりぎりだった。浦によれば「ベリーナイスと語呂があっている」という理由もあったという。
メリーナイスは3歳春、美浦トレーニングセンターの橋本厩舎に入厩する。元騎手の橋本は、1944年の第13回東京優駿競走をカイソウに騎乗して、1950年の第17回東京優駿競走（日本ダービー）をクモノハナに騎乗して優勝、ダービー2勝を挙げていた。引退後、調教師に転身した橋本だったが、開業して30年、70歳代に突入しても東京優駿を優勝することができずにいた。

## 競走馬時代

### 3歳（1986年）

#### 朝日杯3歳ステークス
3歳夏、1986年8月3日の函館競馬場の新馬戦でデビュー、1番人気だった。直線で抜け出し、ホクトヘリオスを置き去りにしたほか、サイコーハートにハナ差だけ先着、初出走初勝利を果たした。続いて9月20日、同じく函館のコスモス賞（OP）に臨んだが、スタートで出遅れて差し届かず、ゴールドシチーに敗れる4着。そして本州に戻って10月4日、東京競馬場のりんどう賞（400万円以下）に臨んだが、サクラロータリーにハナ差だけ及ばず2着だった。それから10月25日、いちょう特別（OP）に1番人気で参戦。直線で抜け出しに成功し、追い上げるセントナダラをアタマ差下し、2勝目を挙げた。

続いて12月14日、朝日杯3歳ステークス（GI）に臨む。9頭立てとなるなか、ホクトヘリオスとの一騎打ち、二強と目されていた。新馬戦以来の再会となったホクトヘリオスは、新馬戦ではソエがあったうえに出遅れてメリーナイスに敗退していた。その後立て直して2戦目の新馬戦、函館3歳ステークス、京成杯3歳ステークスで3連勝、重賞2連勝で、唯一の単枠指定だった。ホクトヘリオスが2倍の1番人気、メリーナイスが3.6倍の2番人気に推されていた。
スタートから中団後方を確保。ホクトヘリオスが最後方待機、ドウカンプレスが逃げる平均ペースを追走していた。先行勢がおしなべて失速する最終コーナーにて、外から進出、抜け出して先頭を奪取した。直線では、末脚を発揮して、内から応戦する3番人気スーパーファントムをかわして先頭を守り、最後方大外から追い上げるホクトヘリオスを突き放して、独走となる。根本は「『エデリーばり』の回転ムチ」（橋本邦治）、ヨーロピアンスタイルの騎乗フォームを披露しながら、先頭で決勝線を通過する。ホクトヘリオスに1馬身半差をつけて、GI初勝利を果たした。この年のJRA賞では、最優秀3歳牡馬を受賞している。ただし関西の3歳GI、阪神3歳ステークスを優勝したゴールドシチーと分け合う形となった。

### 4歳（1987年）

#### 皐月賞
朝日杯3歳ステークスを制したことでクラシック戦線に乗り、まずはクラシック一冠目の皐月賞を目指した。年をまたいで3歳となったが、右後ろ肢の外傷を化膿させたり、左前肢に深管骨瘤をきたして十分に調教することができなかった。仕上がることのないまま3月29日、皐月賞のトライアル競走であるスプリングステークス（GII）に参戦する。関西のゴールドシチーとの対決が前哨戦で実現したが、人気を集めたのは、マティリアルだった。田中和夫厩舎、岡部幸雄騎乗、シンボリ牧場のマティリアルは、サクラロータリーには敗れたものの、サクラスターオーには先着した3戦2勝、重賞初挑戦の身だった。対するメリーナイスは2番人気、ゴールドシチーは5番人気だった。
この日のメリーナイスは、いれ込みが激しかった。ゆえにスタートで出遅れて後方を追走、進出なく後方のまま9着敗退となる。勝利したのは、マティリアルだった。最後方から追い込み、短い直線ですべてごぼう抜きする大胆なパフォーマンスだった。おまけにミホシンザンを上回るスプリングステークス最速タイムで走破していた。続いて4月19日、皐月賞（GI）に臨む。評価は下がり、8番人気だった。弥生賞優勝馬のサクラスターオーが優勝、ゴールドシチーが2着、マティリアルが3着。対してメリーナイスは7着。橋本によれば、体調が万全でなかったことに加えて、相手をマークすることに重きを置いて正しく走れなかったことを敗因に挙げている。

#### 東京優駿
5月31日、クラシック二冠目の東京優駿（日本ダービー）（GI）に臨む。参戦2週間前には、右前脚の爪に挫跖をきたして、発熱し運動できない時期があったが回復。調教も十分に消化した。調教では、橋本の調教師人生34年で最も速いタイムを記録することができた。24頭立てだったが、皐月賞優勝のサクラスターオー、トライアルNHK杯優勝のモガミヤシマは、ともに故障して回避。万全の有力馬不在の中、混戦と目されていた。そんな中、皐月賞3着マティリアルが単枠指定制度の対象となる。その通り、マティリアルが1番人気だった。続いて皐月賞2着のゴールドシチー、毎日杯優勝馬でありNHK杯4着のダイゴアルファと続き、4番人気がメリーナイスだった。橋本と根本は、前回マークに執着したことを反省していた。このことから何も相手にしない、メリーナイスの力を発揮させることを第一に考えて、参戦していた。
3枠8番からスタート、先手を主張したトチノルーラー、ダイゴアルファの背後、好位の5、6番手を確保。逃げた2頭が作る平均ペースを追走した。最終コーナーにかけて馬群が凝縮するなか、メリーナイスは逃げ馬の直後にまで迫っていた。進路を得て、末脚を発揮する。前方では、一足先に最も内側を通って抜け出したサニースワローがいたが、直線に向いてすぐに差し切り、先頭を得ていた。後方ではマティリアル、ゴールドシチーなどがいたが、揃って伸びあぐね、メリーナイスの独走となった。ステッキを入れ、アメリカンスタイルの根本に追われると、さらに加速。後続を引き離し続けた。リードを後方に6馬身まで広げたところで、決勝線を先頭で通過を果たした。
ダービー戴冠。1984年に産まれた7649頭の頂点となる。GI2勝目だった。1961年ハクシヨウ以来続いた「3歳チャンピオンはダービーを勝てない」と呼ばれたジンクスを26年ぶりに打ち破っている。また1961年ハクシヨウ、1965年キーストンに続いて史上3頭目となる、最優秀3歳牡馬のダービー戴冠だった。後方との着差6馬身は、1955年メイズイ以来の7馬身以来、ダービー史上3番目の大差だった。
根本、浦、前田は、ダービー初勝利。橋本は、調教師生活34年、16回17頭目、1957年ギンヨクの3着（優勝:ヒカルメイジ）、1981年ハシノエースの4着（優勝:カツトップエース）を乗り越えてダービー初優勝。騎手として1944年カイソウ、1950年クモノハナで制した2勝を併せた、ダービー3勝を成し遂げた。表彰式後の記念撮影では、根本と根本の3歳の息子がメリーナイスの背に乗っている。東京優駿史上初めてとなる父子が優勝馬上に乗る記念写真となった。

#### 有馬記念
東京優駿の後は、函館競馬場で夏休みを過ごした。秋は菊花賞を目指し、その前哨戦である9月27日のセントライト記念（GII）に臨む。東京優駿1番人気18着のマティリアルとの再戦となった。今度はメリーナイスが1番人気、マティリアルが2番人気となる。稍重馬場だった。スタートから先行し好位を確保。平均ペースを追走した。第3コーナーを5番手、前との距離を縮めて、最終コーナーを3番手で通過。直線に向いて逃げ馬を捕らえて抜け出しに成功する。後方勢では、マティリアルが伸びあぐねて再び敗退。ただしセントナダラが詰め寄って来ていた。それでもメリーナイスはリードを守り切り、半馬身先着を果たした。走破タイム2分13秒9は、良馬場で行われた1984年シンボリルドルフの2分13秒4に「匹敵」（藤野広一郎）するほどの内容だった。
その後は「レース間隔を開けた方が走る」という橋本の考えから、トライアル競走の京都新聞杯を使わず、直行となった。11月8日、本番の菊花賞（GI）に臨む。唯一の単枠指定となり、2.2倍の1番人気に推されたが、折り合いがつかず、終いで全く伸びなかった。サクラスターオーが制して二冠を果たす一方で、9着に敗退した。

続いて12月27日、有馬記念（GI）に臨む。古馬勢との初対決となったが、筆頭はジャパンカップ3着となった牝馬ダイナアクトレスであり、人気を集めたのは4歳だった。メリーナイスの他に、二冠を果たしたサクラスターオー、二冠牝馬マックスビューティが推されており、1番人気サクラスターオー、2番人気ダイナアクトレス、3番人気メリーナイス、4番人気マックスビューティという順番だった。
菊花賞ではスタートがきっかけで折り合いを欠いたことから、根本はその反省を生かして、長手綱にするなど注意していた。7枠14番からスタート、進み出て1完歩目を果たしたが、続く2完歩目の右前脚が進まなかった。よって鼻面を地面にたたきつけて転倒した。根本は落馬、スタート直後で競走中止となった。根本は落馬した際に脳震盪をきたしていた。この後、1番人気もサクラスターオーが故障を発症により競走中止している。1番人気3番人気総崩れとなり、売上251億円のうち、2頭絡みの約162億円の勝馬投票券が、決着を前にはずれ馬券と化している。この年のJRA賞は、最優秀4歳牡馬にて票を得たが、全143票中3票に留まり、139票で受賞したサクラスターオーには及ばなかった。

### 5歳（1988年）
年をまたいで1988年、古馬となり2月21日の目黒記念（GII）で始動。トップハンデとなる59キログラムを背負って参戦、1番人気だった。落馬競走中止からの復帰戦だったため、パドックでは根本を鼓舞する声援が溢れたという。52キログラムのメジロフルマーが逃げるなか、内側の2番手を追走した。最終コーナーにかけてメジロフルマーとの距離を縮め、直線でかわすべく追い上げたが、メジロフルマーの脚が衰えず、及ばなかった。逃げ切りを許し、1馬身4分の1差の2着だった。続いて4月29日、天皇賞（春）に臨み、4番人気に推されたが、後方追走のまま伸びず、タマモクロスに敗れる14着だった。
4か月の休養を経て8月21日、函館記念（GIII）に参戦。ローカルGIIIながら東京優駿優勝馬シリウスシンボリ、二冠のマックスビューティ、阪神3歳ステークス優勝馬サッカーボーイとの対決となった。好位を進み、直線で抜け出しを図ったが、前を行くサッカーボーイには及ばなかった。サッカーボーイに独走、レコード走破を許した。5馬身後れを取る2着だった。
この後は、函館競馬場で調教されていたが、9月15日の調教中に左第一指節種子骨骨折が判明する。全治6か月となり、10月初めに復帰を断念。競走馬引退が決定する。12月18日、中山競馬場にて引退式を実施。朝日杯3歳ステークス優勝時のゼッケン「8」を着用した姿がお披露目された。

## 種牡馬時代
競走馬引退後は、種牡馬として北海道静内町のレックススタッドに繋養される。シンジケートに加えて余勢株が出るほどの人気だった。1989年の供用開始から7年目となる1995年まで50頭以上の繁殖牝馬を集め続けた。さらに10年目の1998年まで40頭以上集めたが、11年目の1999年は7頭に留まり、同年9月30日付で用途変更、種牡馬引退となった。
引退後は功労馬として余生を過ごし、1999年からは長野県のスエトシ牧場で、2007年からは北海道浦河町の渡辺牧場で繋養された。2009年2月下旬に疝痛をきたし、28日に手術されたが、3月1日に容態急変、午後7時5分に25歳で死亡する。
産駒は、1992年から2006年まで日本競馬で走っている。中央競馬の重賞においては、初年度産駒のマイネルリマーク（母父:ホクトボーイ）は1993年の共同通信杯4歳ステークス（GIII）を、イイデライナーも（母父:ロイヤルスキー）1994年の京都4歳特別を制している。

## 競走成績
以下の内容は、『競馬名馬読本』の情報に基づく。
| 競走日 | 競走日 | 競走日 | 競馬場 | 競走名           | 格   | 距離（馬場）  | 頭 数 | 枠 番 | 馬 番 | オッズ （人気） | 着順     | タイム   | 着差     | 騎手     | 斤量 [kg] | 1着馬（2着馬）     | 馬体重 [kg] |
| ------ | ------ | ------ | ------ | ---------------- | ---- | ------------- | ----- | ----- | ----- | --------------- | -------- | -------- | -------- | -------- | --------- | ------------------ | ----------- |
| 1986.  | 08.    | 03     | 函館   | 3歳新馬          |      | 芝1000m（良） | 9     | 1     | 1     | 01.7（1人）     | 01着     | 0:58.7   | 鼻       | 根本康広 | 53        | （サイコーハート） | 468         |
|        | 09.    | 20     | 函館   | コスモス賞       | OP   | 芝1700m（良） | 9     | 2     | 2     | 04.3（2人）     | 04着     | 1:46.1   | 0.5      | 根本康広 | 53        | ゴールドシチー     | 466         |
|        | 10.    | 04     | 東京   | りんどう賞       | 4下  | 芝1600m（良） | 10    | 2     | 2     | 05.8（2人）     | 02着     | 1:35.5   | 0.0      | 根本康広 | 53        | サクラロータリー   | 456         |
|        | 10.    | 25     | 東京   | いちょう特別     | OP   | 芝1600m（良） | 7     | 7     | 7     | 01.3（1人）     | 01着     | 1:36.1   | 頭       | 根本康広 | 53        | （セントナダラ）   | 460         |
|        | 12.    | 14     | 中山   | 朝日杯3歳S       | GI   | 芝1600m（良） | 9     | 8     | 8     | 03.6（2人）     | 01着     | 1:35.6   | 1身半    | 根本康広 | 54        | （ホクトヘリオス） | 468         |
| 1987.  | 03.    | 29     | 中山   | スプリングS      | GII  | 芝1800m（良） | 12    | 4     | 4     | 04.9（2人）     | 09着     | 1:50.3   | 1.0      | 根本康広 | 56        | マティリアル       | 470         |
|        | 04.    | 19     | 中山   | 皐月賞           | GI   | 芝2000m（良） | 20    | 7     | 16    | 25.6（8人）     | 07着     | 2:02.5   | 0.6      | 根本康広 | 57        | サクラスターオー   | 462         |
|        | 05.    | 31     | 東京   | 東京優駿         | GI   | 芝2400m（良） | 24    | 3     | 8     | 12.6（4人）     | 01着     | 2:27.8   | 6身      | 根本康広 | 57        | （サニースワロー） | 460         |
|        | 09.    | 27     | 中山   | セントライト記念 | GII  | 芝2200m（稍） | 12    | 6     | 7     | 01.9（1人）     | 01着     | 2:13.9   | 半身     | 根本康広 | 56        | （セントナダラ）   | 462         |
|        | 11.    | 08     | 京都   | 菊花賞           | GI   | 芝3000m（良） | 18    | 8     | 18    | 02.2（1人）     | 09着     | 3:09.3   | 1.3      | 根本康広 | 57        | サクラスターオー   | 462         |
|        | 12.    | 27     | 中山   | 有馬記念         | GI   | 芝2500m（良） | 16    | 7     | 14    | 04.9（3人）     | 競走中止 | 競走中止 | 競走中止 | 根本康広 | 55        | メジロデュレン     | 478         |
| 1988.  | 02.    | 21     | 東京   | 目黒記念         | GII  | 芝2500m（良） | 10    | 1     | 1     | 02.9（2人）     | 02着     | 2:32.9   | 0.2      | 根本康広 | 59        | メジロフルマー     | 484         |
|        | 04.    | 29     | 京都   | 天皇賞（春）     | GI   | 芝3200m（稍） | 18    | 7     | 13    | 07.3（4人）     | 14着     | 3:25.8   | 4.0      | 根本康広 | 58        | タマモクロス       | 470         |
|        | 08.    | 21     | 函館   | 函館記念         | GIII | 芝2000m（良） | 14    | 7     | 12    | 05.8（3人）     | 02着     | 1:58.6   | 0.8      | 根本康広 | 59        | サッカーボーイ     | 494         |

## 種牡馬成績

### 年度別成績
以下の情報は、JBISサーチの情報に基づく。
| 種付年度 | 種付頭数 | 生産頭数 | 血統登録頭数 | 出走頭数 | 勝馬頭数 | 重賞勝馬頭数 | AEI  | CPI  |
| -------- | -------- | -------- | ------------ | -------- | -------- | ------------ | ---- | ---- |
| 1989     | 56       | 44       | 43           | 36       | 23       | 1            | 0.82 |      |
| 1990     | 63       | 48       | 47           | 42       | 25       | 2            | 0.85 |      |
| 1991     | 72       | 50       | 49           | 33       | 24       | 0            | 1.04 |      |
| 1992     | 62       | 43       | 41           | 39       | 26       | 0            | 0.59 |      |
| 1993     | 62       | 51       | 48           | 40       | 30       | 1            | 0.59 |      |
| 1994     | 70       | 53       | 52           | 44       | 32       | 1            | 0.55 |      |
| 1995     | 51       | 35       | 33           | 30       | 21       | 0            | 0.34 |      |
| 1996     | 40       | 25       | 26           | 21       | 17       | 0            | 0.44 |      |
| 1997     | 44       | 37       | 33           | 30       | 19       | 0            | 0.29 |      |
| 1998     | 43       | 32       | 32           | 28       | 19       | 0            | 0.24 |      |
| 1999     | 7        | 6        | 6            | 4        | 3        | 0            | 0.15 |      |
| 合計     | 合計     | 合計     | 410          | 347      | 239      | 5            | 0.59 | 0.84 |

- 出走頭数、勝馬頭数、重賞勝馬頭数、アーニングインデックス、コンパラブルインデックスは、平地競走に限る。

### 重賞優勝産駒

#### 産駒一覧
- 1990年産
  - マイネルリマーク（牡、母父:ホクトボーイ（1993年共同通信杯4歳ステークス）[64]
  - ザマハヤブサ（牡、母父:アンバーラマ（1994年*しらさぎ賞）[67]
- 1991年産
  - イイデライナー（牡、母父:ロイヤルスキー（1994年京都4歳特別）[65]
- 1994年産
  - マルタカオーカン（牡、母父:トウショウボーイ（1996年*ジュニアカップ、1996年*ヤングチャンピオンカップ）[68]
- 1995年産
  - エスケイタイガー（牡、母父:ルドゥターブル（1997年*平和賞、1998年*ブルーバードカップ、*黒潮盃）[69]

#### ブルードメアサイアーとしての産駒
- 1996年産
  - ライジングタイド（牡、父:イナリワン（2001年*中津大賞典）[70]

## エピソード

### ダービー当日
東京優駿当日、オーナーの浦房子は、三人姉弟の末の弟の長男、甥の結婚式に出席しており、東京競馬場には臨場していなかった。代わりに、房子の末の弟、サカエリュウ電機株式会社社長の加藤隆明を競馬場に出席させていた。房子は、メリーナイスが出走する頃は、全く意識しておらず、平然と結婚式に出席していたが、競馬場にいる方の弟の子供、房子の甥は、結婚式場にいて気が気でなかった。その甥は結婚式場を飛び出し、廊下でラジオで結果を知ったという。勝利を知ったその甥は、式場に戻り、房子に興奮気味に報告。やがて司会の耳に入り、大々的にダービー優勝の報告が、式場内に知れ渡っていた。結婚式の主役である末の弟の長男と新婦は、ダービーと結婚式が被ったことを謝罪しに来たという。末の弟には「ホントにすまない、ねえさん（房子）の馬がまさかダービーに出ると思わなかった」と言われたという。また房子は、知り合いから「馬にとってダービーは一生に一度きりだけれど、人間はね、一生に二度も三度も結婚するひとがいるのよ」と忠告されたという。

### 前田徹
前田徹牧場は、家族経営の小牧場、メリーナイス以前は中央競馬で勝利を挙げたのは1頭だけ、新馬戦を勝利したことはなかった。メリーナイスのデビューする直前、橋本や浦から、新馬戦勝利のチャンスだと告げられていた。そこで前田は、新馬戦が行われる函館競馬場に向かい、現地応援しようと決意する。静内町の牧場を出て、千歳空港から飛行機で函館空港に降り立ち、競馬場に向かう予定だった。しかし飛行機が函館上空に着いた時、函館が濃霧に包まれて、千歳に引き返し。観戦を断念して静内に戻っている。静内に戻る頃には、メリーナイスの新馬戦は終わっており、徹は、テレビ観戦していた息子から、メリーナイスの勝利を聞いていた。
続いて大一番、東京優駿（日本ダービー）に参戦するときは、徹はこの反省を生かして、前日移動を心掛けている。無事東京競馬場入りを果たした徹は、人生で初めて競馬場での応援を行い、生産馬の勝利を、それもダービーの勝利を現地で見届けている。前田は、席をとらず、競馬場内の人混みの中で観戦していた。この勝利に前田は、興奮してネクタイできないほどの身震い、涙を流している。勝利した際は、馬主代理の房子の弟と西階段で落ち合い、表彰式に出席する予定だったが、興奮のあまり、西階段に行くことができなくなり、弟が発見したという。そうして初めて表彰式に出席、それもダービーの表彰台に上がっている。表彰式でも涙が止まらなかった。

## 血統
| メリーナイスの血統         | メリーナイスの血統                                 | メリーナイスの血統                                 | （血統表の出典）                                   | （血統表の出典） |
| 父系                       | ノーザンダンサー系                                 | ノーザンダンサー系                                 | ノーザンダンサー系                                 | [ § 2 ]          |
| 父 *コリムスキー 1975 栗毛 | 父の父Northern Dancer 1961 鹿毛                    | Nearctic                                           | Nearco                                             | Nearco           |
| 父 *コリムスキー 1975 栗毛 | 父の父Northern Dancer 1961 鹿毛                    | Nearctic                                           | Lady Angela                                        |                  |
| 父 *コリムスキー 1975 栗毛 | 父の父Northern Dancer 1961 鹿毛                    | Natalma                                            | Native Dancer                                      | Native Dancer    |
| 父 *コリムスキー 1975 栗毛 | 父の父Northern Dancer 1961 鹿毛                    | Natalma                                            | Almahmoud                                          |                  |
| 父 *コリムスキー 1975 栗毛 | 父の母Libro d'Oro 1968 栗毛                        | Francis S.                                         | Royal Charger                                      | Royal Charger    |
| 父 *コリムスキー 1975 栗毛 | 父の母Libro d'Oro 1968 栗毛                        | Francis S.                                         | Blue Eyed Momo                                     |                  |
| 父 *コリムスキー 1975 栗毛 | 父の母Libro d'Oro 1968 栗毛                        | Exclusive                                          | Shut Out                                           | Shut Out         |
| 父 *コリムスキー 1975 栗毛 | 父の母Libro d'Oro 1968 栗毛                        | Exclusive                                          | Good Example                                       |                  |
| 母 ツキメリー 1977 栗毛    | 母の父*シャトーゲイ 1960 栗毛                      | Swaps                                              | Khaled                                             | Khaled           |
| 母 ツキメリー 1977 栗毛    | 母の父*シャトーゲイ 1960 栗毛                      | Swaps                                              | Iron Reward                                        |                  |
| 母 ツキメリー 1977 栗毛    | 母の父*シャトーゲイ 1960 栗毛                      | Banquet Bell                                       | Polynesian                                         | Polynesian       |
| 母 ツキメリー 1977 栗毛    | 母の父*シャトーゲイ 1960 栗毛                      | Banquet Bell                                       | Dinner Horn                                        |                  |
| 母 ツキメリー 1977 栗毛    | 母の母メリーブラット 1969 黒鹿毛                   | *テスコボーイ                                      | Princely Gift                                      | Princely Gift    |
| 母 ツキメリー 1977 栗毛    | 母の母メリーブラット 1969 黒鹿毛                   | *テスコボーイ                                      | Suncourt                                           |                  |
| 母 ツキメリー 1977 栗毛    | 母の母メリーブラット 1969 黒鹿毛                   | コンチネンタル                                     | *フェリオール                                      | *フェリオール    |
| 母 ツキメリー 1977 栗毛    | 母の母メリーブラット 1969 黒鹿毛                   | コンチネンタル                                     | ウラツキホマレ                                     |                  |
| 母系(F-No.)                | チップトップ系(FN:4-m)                             | チップトップ系(FN:4-m)                             | チップトップ系(FN:4-m)                             | [ § 3 ]          |
| 5代内の近親交配            | Polynesian 5×4、Hyperion 5×5･5、Nearco 4･5（父系） | Polynesian 5×4、Hyperion 5×5･5、Nearco 4･5（父系） | Polynesian 5×4、Hyperion 5×5･5、Nearco 4･5（父系） | [ § 4 ]          |
| 出典                       | 1. 2. 3. 4.                                        | 1. 2. 3. 4.                                        | 1. 2. 3. 4.                                        | 1. 2. 3. 4.      |